# Kanton Morcenx
Der Kanton Morcenx war bis 2015 ein französischer Wahlkreis im Arrondissement Mont-de-Marsan, im Département Landes und in der Region Aquitanien; sein Hauptort war Morcenx. Vertreter im Generalrat des Départements war zuletzt von 1982 bis 2015 Jean-Claude Deyres (PS).
Der Kanton war 518,08 km² groß und hatte 9.290 Einwohner (Stand 2007). 

## Gemeinden
| Gemeinde            | Einwohner Jahr | Fläche km² | Bevölkerungsdichte | Code INSEE | Postleitzahl |
| ------------------- | -------------- | ---------- | ------------------ | ---------- | ------------ |
| Arengosse           | 701 (2013)     | –          | – Einw./km²        | 40110      | 40006        |
| Arjuzanx            | 216 (2013)     | –          | – Einw./km²        | 40110      | 40009        |
| Garrosse            | 299 (2013)     | –          | – Einw./km²        | 40110      | 40107        |
| Lesperon            | 1032 (2013)    | –          | – Einw./km²        | 40260      | 40152        |
| Morcenx             | 4447 (2013)    | –          | – Einw./km²        | 40110      | 40197        |
| Onesse-Laharie      | 970 (2013)     | –          | – Einw./km²        | 40110      | 40210        |
| Ousse-Suzan         | 260 (2013)     | –          | – Einw./km²        | 40110      | 40215        |
| Sindères            | 187 (2013)     | –          | – Einw./km²        | 40110      | 40302        |
| Ygos-Saint-Saturnin | 1266 (2013)    | –          | – Einw./km²        | 40110      | 40333        |